# Toby Roberts
Toby Roberts (Elstead, 15 marzo 2005) è un arrampicatore britannico, detentore della medaglia d'oro alle Olimpiadi di Parigi 2024 nella categoria Boulder e Lead.